# Homoplectra schuhi
Homoplectra schuhi är en nattsländeart som beskrevs av Donald G. Denning 1965. Homoplectra schuhi ingår i släktet Homoplectra och familjen ryssjenattsländor. Inga underarter finns listade i Catalogue of Life.